# 六道神士
六道 神士（りくどう こうし、1970年11月16日 - ）は、日本の漫画家、同人作家。男性。福岡県太宰府市出身。九州産業大学卒業。代表作は『エクセル・サーガ』など。

## 経歴など
1990年代から同人サークル「げんこつ団（18禁）」「下僕堂（18禁）」に参加、「六道館」を主宰する。
1994年、『カイザーペンギン』（辰巳出版）に掲載の『ダブルインテンション』でデビュー。同年同誌上で『市立戦隊ダイテンジン』の連載が始まる。この作品は全9話が連載されるが、同誌の休刊に伴い終了。
その後、1996年に『市立戦隊ダイテンジン』の設定を一部流用、エロ要素を徹底的に排除した形で『ヤングキングアワーズ』（少年画報社）誌上にて『エクセル・サーガ』の連載を開始。本作は、1999年にテレビアニメ化される。同じく1996年から始まった『ホーリーブラウニー』も『激漫』掲載の短編に端を発している。
同人活動においては、男性向け作品をはじめ、自身が描いた作品に登場するキャラクターについての解説本などを発行している。

## 作品リスト
- 市立戦隊ダイテンジン（1994年 - 1995年、『カイザーペンギン』、辰巳出版、全1巻）
- エクセル・サーガ[4]（1996年 - 2011年、『ヤングキングアワーズ』、少年画報社、全27巻）
- Holy Brownie（1996年 - 2010年、『激漫』、ワニマガジン社 → 『ヤングキングアワーズプラス』 → 『ヤングキングアワーズ』、少年画報社、不定期連載、全6巻）
- アラハバキ（2000年 - 2002年、『ウルトラジャンプ』、集英社、全2巻）
- メビウスギア（2007年 - 2009年、原作：井上敏樹、『ウルトラジャンプ』、集英社、全4巻）
- アカンプリス（2009年 - 2011年、『チェンジH』、少年画報社、全1巻）
- デスレス（2010年 - 2016年、『ヤングキング』 → 『月刊ヤングキング』、少年画報社、全12巻）
- サラカエル（2010年 - 2013年、『電撃マオウ』、アスキーメディアワークス、季刊連載、全3巻）
- ECHO/ZEON -エコー/ゼオン-（2010年 - 2012年、『ヤングエース』、角川書店、全3巻）
- AGEHA（2012年 - 2013年、『ヤングキングアワーズ』、少年画報社、全2巻）
- 紅殻のパンドラ（2012年 - 2024年、原案：士郎正宗、『ニュータイプエース』→『ニコニコエース』→『コミックNewtype』、角川書店、全26巻）
- カンタン・キス（2013年 - 2014年、『ヤングコミック』、少年画報社、全2巻）
- スーパー・カルテジアン・シアター（2016年 - 2018年、『ヤングキングアワーズ』、少年画報社、全5巻）

## アシスタント
- 佐藤ショウジ
- いかみはじめ